# セルジュ・ルペルティエ

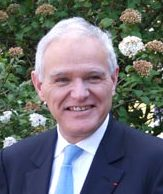
セルジュ・ルペルティエ

セルジュ・ルペルティエ（Serge Lepeltier、1953年10月12日 – ）は、フランスの政治家。国民運動連合所属。

## 略歴
HEC経営大学院修了。1995年ブールジュ市長。1998年シェール県からフランス元老院（上院）議員に選出される。2002年ミシェル・アリヨ＝マリーの後を受けて共和国連合総裁代行に就任。2004年から2005年までジャン＝ピエール・ラファラン内閣の環境・持続的開発相を務めた。